# Margaret McKelvy Bird
Margaret McKelvy Bird, conocida como Peggy Bird (Nueva York, 25 de agosto de 1909 - ibidem, 28 de diciembre de 1996) fue una arqueóloga estadounidense que, junto con su esposo y compañero Junius Bird, realizó varias expediciones internacionales, brindando distintos avances a los estudios arqueológicos. Trabajó como voluntaria en el Museo Americano de Historia Natural durante más de 60 años, donde catalogó y administró las colecciones que habían reunido durante sus expediciones.

## Primeros años
Margaret McKelvy nació en Nueva York, hija adoptiva de Florence Gloninger Orth y Robert McKelv, vicepresidente de la Tidewater Oil Company (fundada por su padre). Asistió a la Brearley School, seguida de la St. Timothy's School y Bryn Mawr College, donde se graduó en 1931.
McKelvy conoció al arqueólogo Junius Bird en 1931, y la pareja se casó en 1934. Tuvieron tres hijos: Robert McKelvy, Harry Bouton y Thomas Lee. Tras su matrimonio, la pareja viajó a Hopedale, Labrador, donde Junius Bird estaba realizando trabajos arqueológicos.

## Carrera
Tras su estancia en Labrador, los Bird viajaron al sur de Chile. En 1935, la madre de Margaret escribió al Bryn Mawr Alumnae Bulletin:
Mi hija, Margaret McKelvy Bird, está en el sur de Chile con su marido, Junius Bird, ambos enviados a realizar trabajos arqueológicos por el Museo Americano de Historia Natural, para estar fuera dos años. Se marcharon el 9 de noviembre. Tienen su propio velero en el que se ha instalado un motor, que compraron en un puerto al sur de Valparaíso. Están navegando entre las islas en aguas interiores, esperando llegar a Magallanes muy pronto, con el objetivo de descubrir restos de la civilización más antigua en esa parte de América del Sur.
Este fue el comienzo de una colaboración que duraría toda la vida en el trabajo arqueológico, durante el cual Margaret pasó de observadora y partidaria a planificadora y participante activa. Gordon Willey escribió en una reseña biográfica de Junius Bird que Margaret "demostró ser una aliada formidable desde el principio, prosperando en las condiciones de un viaje de 1.300 millas en un velero de diecinueve pies, así como viajando a través de las planicies del extremo sur de Sudamérica en un automóvil Ford impulsado por el viento". Además, mantuvo diarios de campo detallados sobre las expediciones de la pareja, sus escritos "ingeniosos, encantadores y agradables" transmitían "los aspectos más humanos de la investigación de [Junius] Bird mientras reinterpretaba sus ideas teóricas".
Con Junius Bird, Margaret trabajó en excavaciones en Argentina, Patagonia, Perú y Chile, como en los sitios Cañadón León, Cueva Fell y Pali-Aike.

## Últimos años
Junius Bird murió en 1982 a la edad de 74 años. En 1990, el Departamento de Antropología del Museo de Historia Natural de Nueva York donde siguió trabajando, le otorgó un reconocimiento excepcional por su dedicación de sesenta años a la institución.
Margaret McKelvy Bird murió el 28 de diciembre de 1996 en la ciudad de Nueva York. Fue enterrada con su esposo en el cementerio Greenwood Union, condado de Westchester, Nueva York.